# Martin Ander
Martin "Mander" Ander, född 6 april 1976, är en svensk illustratör, grafisk formgivare och konstnär som är känd för sitt arbete inom skateboard- och musikindustrin.

## Biografi
Martin Ander växte upp under 1970- och 80-talen i en förort till Stockholm. Hans mor var journalist medan hans far var grafisk formgivare och art director på en reklambyrå.
Från mitten av 1980-talet började han engagera sig i skateboardscenen i Stockholm. Det var samtidigt som skateboardkulturen blev en enorm trend i norra Europa. Som tonåring experimenterade han också med graffiti och hans senare verk hämtar betydande inspiration från denna scen. Under en period från 1991 och framåt deltog han aktivt i Stockholms graffitikultur, men insåg snart därefter att "[han] aldrig skulle bli en riktig tågmålare eller en bomber, så [han] höll sig till att bara vara med i kulturen, skissa, måla väggar, festa och umgås med andra graffitimålare".
Att teckna har alltid varit en del av hans liv. Som tonåring började han kombinera sitt kreativa arbete med sitt engagemang i skateboardgemenskapen, till exempel genom att teckna för den lokala skateboardbutiken. Tillsammans med en vän startade han också ett fanzine om skateboarding där han gjorde alla illustrationer.
Den Stockholmsbaserade gemenskapen kring skateboarding, musik och graffiti påverkade hans arbete och blev grunden för hans senare framgångar. Han blev involverad i den svenska graffititidningen Underground Productions som aktivt bidrog till debatten kring Stockholms nolltoleranspolicy mot graffiti i det offentliga rummet. Han blev senare art director för samma tidning.
"[...] Jag hade aldrig riktigt några intressen eller en plan för vad jag skulle göra, men jag har alltid gillat att teckna så jag bara fortsatte att teckna. När jag blev lite äldre började folk fråga mig om jag kunde rita något och det har bara fortsatt från det. Jag har ingen utbildning eller något sådant."
När Martin Ander kom tillbaka till Stockholm i slutet av 1990-talet efter att ha flyttat mellan olika städer började han professionalisera sitt grafiska designarbete. Som designer av skateboardgrafik fick han stor uppmärksamhet i den internationella skateboardvärlden, speciellt när han 2012 började designa skateboarddäck för det amerikansk-amerikanska företaget Flip Skateboards. 2012 fick han under en period på fyra till fem år designa omkring 150 grafiska bilder för dem. Han har även arbetat med europeiska varumärken som Bellows Skateboards, Sweet Skateboards och Sour skateboards.
När han intervjuades om de kreativa budskapen i hans formgivning sa han följande:
"Jag antar att det undermedvetet alltid finns ett budskap vad man än ritar. Jag försöker göra något slags skämt, någon slags mening med det, jag vill ha många saker som händer. När jag var liten och gick in i en skateshop tittade jag på allting och det såg så coolt ut och jag tänkte: "Åh, det här är så coolt, jag förstår inte riktigt vad det är, men det måste betyda något riktigt coolt". Man hittade på sin egen historia om vad det handlar om. Jag gillar verkligen att få folk att bygga upp sina egna historier kring en bild [...]."
Förutom att designa skateboardgrafik blev Martin Ander under 2000-talet involverad i andra branscher som var intresserade av hans konst och design. Sedan dess har han designat skivomslag (bland annat för Fever Ray som tog tredjeplats i tävlingen Best Art Vinyl 2008 eller för rapparen KRS-One), affischer (till exempel för Håkan Hellström och Netflix-serien Stranger Things) samt arbetat med olika produktdesigner och reklamkampanjer. Dessutom har han haft särskilda samarbeten med bland annat klädmärket RVCA, klockmärket CHPO och Pabst Blue Ribbon. Vidare har han redigerat böcker, till exempel barnböcker om hiphop och skissböcker, men även varit medredaktör för Sheraton Years - Stockholm Skateboarding 1991-1999 och en recension av sina egna verk, Ouff! Mander Selected Works.
Som viktiga inspirationskällor och konstnärliga influenser nämner han den globala skateboardgemenskapen, konstnärerna Rick Griffin och Hans Arnold samt tidningen Mad.
Numera är Martin Ander bosatt i Gnesta.

## Verk

### Utställningar
- 2021-2022 – Mander. Teckning, posters och grafik, separatutställning. Sörmlands museum[8]
- 2020 – Mander 2020, separatutställning. Brillo, Stockholm
- 2019-2020 – Bagage, separatutställning. Trelleborgs museum
- 2019 – Mander på Teckningsmuseet, separatutställning. Teckningsmuseet i Laholm
- 2018 – Svensk Konst Nu, grupputställning. Nora Art/Bryggeriet Nora
- 2017 – Violent By Design, Second Installment, grupputställning. Exhibit A Gallery, Los Angeles, USA